# Амазено
Амазено (итал. Amaseno) је насеље у Италији у округу Фрозиноне, региону Лацио.
Према процени из 2011. у насељу је живело 1616 становника. Насеље се налази на надморској висини од 101 м.

## Становништво
Према резултатима пописа становништва 2011. у општини је живело 4.314 становника.
| 1931. | 1936. | 1951. | 1961. | 1971. | 1981. | 1991. | 2001. | 2011. |
| ----- | ----- | ----- | ----- | ----- | ----- | ----- | ----- | ----- |
| 3.484 | 3.972 | 4.647 | 4.370 | 3.821 | 3.911 | 4.110 | 4.228 | 4.314 |

## Партнерски градови
- Сан Лоренцело (Беневенто)